# Трайчо Доброславски
Трайчо Михов Доброславски е български политик от Звено.

## Биография
Роден е на 9 август 1903 г. в софийското село Доброславци. В периода 1923 – 1937 година учи в Чехословакия кооперативно дело. Между 1926 и 1928 г. е редактор на в. Свободен народ. В периода 1932 – 1939 г. е редактор на вестниците Ново време и Нова камбана. През 1931 г. завършва Руския селскостопански институт в Прага. От 1933 до 1934 е журналист и симпатизант на Звено. През 1942 година става член на БРП (к). През 1944 година участва в Деветосептемврийският преврат. Между 1945 и 1946 г. е политически секретар на Звено. След това до 1946 година работи в политическото управление на Министерството на войната. В периода 1947 – 1950 е назначен за министър на народното здраве. Между 1950 и 1956 е директор на Българска кинематография и заместник-министър на културата. От 1956 до 1961 е пълномощен министър на България във Финландия. Според Стефан Богданов се самоубива след като критикува Политбюро на ЦК на БКП и в резултат на това е изключен от партията. В Централен държавен архив се пазят негови снимки, писма, документи и спомени – Ф. 499, 2 описа, 122 а.е.